# قائمة شخصيات ميتال غير
تضم سلسلة ميتال غير عدد كبير من الشخصيات الخيالية ألفها هيديو كوجيما وصممها يوجي شينكاوا. أحداث اللعبة تضم العديد من الجنود ذو قدرات خارقة مسلحين تقنيات علمية حديثة.
السلسلة تتبع المرتزقة سوليد سنيك الذي توكل أليه مهمة من الحكومة الأمريكية لإيجاد سلاح الميتال غير. بعد أول مهمتين له ضد بيغ بوس في أوتر هيفين (ميتال غير)، وأرض زنجبار (ميتال غير 2: سوليد سنيك)، يواجه سوليد سنيك ليكويد سنيك في ميتال غير سوليد، وثم يساعد رايدن في محاربة سوليدوس سنيك والباتريوتس في ميتال غير سوليد 2: سنز أوف لبرتي. إضافة إلى ذلك، هناك عدة اجزاء من السلسلة تتبع ماضي بيغ بوس وأوتر هيفن والباتريوتس.

## شخصيات قُدمت فيميتال غير

### سوليد سنيك
سوليد سنيك هو البطل الرئيسي للسلسلة. في لعبتي ميتال غير الأولى، سنيك هو عضو مبتدئ في فرقة فوكس هاوند وقد أعطيت أليه مهمة تدمير سلاح الميتال الموجود في أوتر هيفين وأرض زنجبار. بعد نجاحه في كلتا المهمتين، يواجه سنيك قائده ومعلمه بيج بوس كعدوه الرئيسي. بعد ذلك، يحارب سوليد سنيك الإرهابي ليكويد سنيك الذي يخبره أنهما توأمان ولدا اصطناعياً من جينات بيج بوس. ثم يساعد رايدن في مقاتلة شخصيات ميتال غير في ميتال غير سوليد 2: سنز أوف لبرتي. بحلول ميتال غير سوليد 4: غنز أوف ذا بتريوتس يلقب سنيك نفسه ب«أولد سنيك» (سنيك العجوز) نظرا لتسارع عملية الشيخوخة عنده لكن لا يزال هو الشخصية المتحكم بها في اللعبة. ديفيد هايتر هو مؤدي صوت سنيك في النسخة الإنجليزية وأكيو أوتسكا في النسخة اليابانية.

### بيج بوس
بيج بوس (بالإنجليزية: Big Boss)‏ معروف بأنه اعظم جندي قد عاش على الإطلاق. في أول لعبة ميتال غير، بيج بوس هو رئيس سوليد سنيك لكن يكشف أنه قائد العدو في النهاية. في ميتال غير 2، يحارب سنيك للمرة الثانية ويموت كما يبدو.

## شخصيات قُدمت فيميتال غير سوليد 3: سنيك إيتر

### دي سي آي
هو مدير الCIA. يُقتل على يد أوسيلوت في ميتال غير سوليد: بورتبل أوبس.

## شخصيات قُدمت فيميتال غير سوليد 5

### فينوم سنيك
يسمى أيضا «أيهاب» (بالإنجليزية: Ahab)‏ و«شبح بيج بوس» (بالإنجليزية: Big Boss's phantom)‏ هو بطل القصة في لعبة ميتال غير سوليد 5: ذا فانتوم بين وقائد وحدة المرتزقة المسماة «دياموند دوغز». في نهاية سرية للعبة يتضح أنه هو المسعف الذي ظهر في لعبة جراوند زيروز وأصيب أثناء محاولته حماية بيج بوس من انفجار قنبلة، فيما بعد تم غسل دماغه ليظن أنه بيج بوس الحقيقي ويخدم كبديل له خلال أحداث ذا فانتوم بين. في النهاية يرسل له بيج بوس شريطا مسجلا يكشف له الحقيقة ويخبره أنهما كلاهما أصبحا «بيج بوس». أدى الممثل الأمريكي كيفر سثرلاند صوت كل من «فينوم سنيك» و«بيج بوس» في لعبة ذا فانتوم بين. يموت فينوم سنيك مقتولا بيد «سوليد سنيك» (أحد أبناء بيج بوس) خلال لعبة ميتال غير 2: سوليد سنايك.

## الجماعات والمنظمات

### فوكس هاوند
هي وحدة انشاءها البيج بوس سنة 1971 بأسم الفوكس هاوند واعضائه هم نفسهم الاعضاء الذين في وحدة فوكس. وحدة فوكس هاوند تابعة لأمريكا ويرأسها روي كامبل.

### الباتريوتس
هي منظمة تاسست سنة 1974 بواسطة زيرو.

### دايموند دوغز
دايموند دوج هي شركة عسكرية خاصة يرأسها فينوم سنيك. تم إنشاؤه نتيجة دمار جنود بلا حدود (Militaires Sans Frontières).